# Янцзи
Янцзи́ (спрощ.: 扬子江; кит. трад.: 揚子江; піньїнь: Yángzǐ Jiāng), або Чан (спрощ.: 长江; кит. трад.: 長江; піньїнь: Cháng Jiāng, «Довга річка») — найдовша річка Євразії, третя за довжиною у світі (після Нілу й Амазонки). Протікає територією Китайської Народної Республіки від гір Тангла на Тибетському плато до Східнокитайського моря, має довжину приблизно 6 300 км. Басейн Янцзи має площу 1 808 500 км² займає близько п'ятої частини території Китаю, у ньому проживає майже третина населення країни.
Разом з Хуанхе, Янцзи — одна з найважливіших річок в історії, культурі та економіці Китаю. Процвітаюча дельта Янцзи продукує до 20 % ВВП Китаю. Гребля «Три ущелини» на Янцзи, — найбільша гідроелектростанція у світі. Річка також є важливою фізичною та культурною розділовою лінією між північчю та півднем Китаю: китайці, що живуть на півночі від Янцзи, говорять різними діалектами мандаринської, а в більшості провінцій на півдні розмовляють китайськими мовами, незрозумілими для мандарино-мовних людей.
Річка Янцзи протікає через велику кількість екосистем і є середовищем проживання кількох ендемічних видів та видів під загрозою, зокрема, китайського річкового дельфіна (нині вважається вимерлим), осетра Янцзи (вимерлий у природі), веслоноса китайського (нині вимерлий) та китайського алігатора (на межі зникнення). В останні роки річка постраждала від промислового та сільськогосподарського забруднення, забруднення пластиком, замулювання та втрат водно-болотних угідь і озер, що посилили сезонні повені. Деякі ділянки річки охороняються як природні заповідники. Наприклад, ділянка Янцзи у глибоких ущелинах на заході провінції Юньнань — частина заповідника «Три паралельні річки», що входить до Світової спадщини ЮНЕСКО.

## Назва
В Китаї Янцзи називають Річкою Чан — «Довгою річкою». Різні частини Річки Чан мають локальні назви. Янцзи — це назва нижнього басейну (дельти) Чану, а не всієї річки. Перші європейці, які прибули у Дельту річки Чан, помилково застосовували локальну назву до всієї річки. Через цю помилку, в європейських мовах назва «Янцзи» закріпилася за Чаном.
Назва Янцзи, є похідною від Янцзи Цзян, місцевої назви ділянки нижньої течії Янцзи біля Янчжоу. «Янцзи» була назвою села і місця древньої переправи. «Цзян» є одним з китайських слів, що означають річку. У 13 столітті, видатний офіцер династії Сун Вень Тяньсянь написав поему під назвою «Янцзи Цзян». Пізніше, західні місіонери почули цю назву і застосували її до всієї річки.

### Китайські назви
У перед-імперські часи, китайська назва річки була просто Цзян (кит.: 江), швидше за все, запозичення з Австроазійських мов. За часів династії Хань слово Цзян вже застосовувалося до інших великих водних шляхів. Сучасна назва Чан Цзян (англ. Chang Jiang, кит.: 长/長江), де слово Чан (长/長) означає «довгий», використовується, починаючи з періоду Шести династій (англ. Six Dynasties).
Китайці також використовують різні назви для різних ділянок річки.
- Ділянки Чан Цзян мають місцеві назви, такі як Чуаньцзян (англ. Chuanjiang, кит.: 川江, для частини річки в провінції Сичуань від міста Їбінь до міста Їчан), Цзіньцзян (англ. Jingjiang, кит.: 荆江) біля Цзінчжоу) і Янцзи Цзян (поблизу Янчжоу). Весь Чан Цзян судноплавний, а також відомий як «Золотий водний шлях».
- Цзіньша чи «Річка Золотих Пісків» (англ. Jinsha River, Gold Sands River, кит.: 金沙江) — назва стосується до ділянки Янцзи 2 308 км вгору за течією від міста Їбінь до злиття з річкою Батан (Batang River[en]), неподалік Юйшу.
- Тунтянь (англ. Tongtian River[en], кит.: 通天河, літ. «Річка, що проходить через небо») — назва стосується ділянки річки Янцзи, що простягається на 813 кілометрів від Юйшу вгору за течією до злиття річок Тото (англ. Tuotuo) і Данцюй (англ. Dangqu), які разом формують Тунтянь.
- Тото (англ. Tuotuo, кит.: 沱沱河) — назва однієї з верхніх течій Янцзи. Річка Тото починається в льодовиках на південь від гори Геладаньдун (англ. Geladandong[en]) в провінції Цінхай і протікає на захід 343 км, де вона зустрічається з Данцюй (англ. Dangqu) і формує Тунтянь.

### Тибетські назви
Витоки і верхня течія Янцзи розташовані в районах проживання етнічних тибетців в провінції Цінхай. У тибетській мові, витік Тото називається Начінчу (англ. Naqinqu). Сама ж Тото відома в тибетській мові як Мачу (англ. Maqu, «Червона річка»). Тунтянь відома в тибетській мові як Дрічу (англ. Drichu, тиб. འབྲི་ཆུ་). Данцюй (англ. Dangqu, кит.: 当 曲), ще один великий потік верхів'їв Янцзи, в тибетській мові має значення «болотяна річка».

## Географія
Джерело Янцзи розташоване на захід від Геладандун Тангла, в східній частині тибетського плато на висоті близько 5600 м над рівнем моря. Річка протікає через східні області провінції Цінхай, а потім повертає на південь, і по глибокій долині, що служить кордоном між Сичуанем і Тибетом, досягає провінції Юньнань. У цій долині, розташованій в Сіно-Тибетських горах, відбувається основне скидання висоти — з 5 тис. до 1 тис.м. Тут річка кілька разів змінює напрямок і утворює глибокі ущелини, такі як Ущелина Стрибаючого Тигра.
Навігація річкових суден починається від повіту Шуйфу провінції Юньнань . Ближче до міста Їбінь, яке розташоване на вході річки в Сичуаньську улоговину, річка опускається до висоти 305 м, а біля міста Чунцін висота річки над рівнем моря становить 192 м протікаючи через Сичуаньську улоговину, Янцзи зливається з великими притоками Міньцзян і Цзялінцзян, які суттєво збільшують її обсяг. На 320-кілометровій ділянці від Чунцина до Їчана Янцзи скидає висоту до 40 м, протікаючи глибокими ущелинами, які відомі своєю красою і складністю навігації. Пробиваючись далі через гори Ушань, річка слугує природним кордоном між провінціями Чунцін і Хубей і утворює знамениті «Три ущелини» («Санься»). У цьому районі побудовано найбільшу у світі гідроенергетичну споруду «Санься».
На території провінції Хубей Янцзи поповнюється водами численних озер, найбільше з яких — Дунтін, розташовується на кордоні провінцій Хунань і Хубей. У місті Ухань Янцзи зливається зі своєю найбільшою притокою — річкою Ханьшуй.
У північній частині провінції Цзянсі Янцзи приймає води найбільшого в Китаї прісноводного озера Поянху. Потім річка протікає через провінції Аньхой і Цзянсу і, нарешті, впадає в Східно-Китайське море біля Шанхаю. Нижня течія Янцзи проходить через Цзянханську рівнину і південну частину Великої Китайської рівнини, де річка часто ділиться на рукави, при цьому ширина основного русла досягає 2 і більше км. У районі впадіння у Східно-Китайське море Янцзи формує масштабну дельту площею близько 80 тис.км².
Чотири з п'яти основних прісноводних озер Китаю стікають в Янцзи.

## Опис
Середня витрата води біля гирла дорівнює 34 тис. м³ на секунду, річний стік оцінюється в 1070 км³ (4-е місце у світі). Твердий стік Янцзи перевищує 280 млн т на рік, що призводить до швидкого зростання дельти — в середньому на 1 км за 35-40 років. Великою кількістю домішок також пояснюється жовтий колір вод річки.
Режим річки мусонний, раніше в літній час рівень води в Сичуаньській улоговині підіймався на 20 м, а на рівнинних частинах — до 10-15 м. Морські припливи поширюються річкою на 700 км від гирла (до міста Цзюцзян). Для захисту від постійних в минулому спустошливих повеней створена система дамб загальною довжиною понад 2,7 тис.км. Певною мірою силу повеней зменшують озера Поянху і Дунтінху, що приймають величезні обсяги паводкових вод Янцзи. Сильні повені були в 1870, 1896, 1931, 1949, 1954 і 1998 роках.
Води річки широко використовуються для зрошення рисових полів, особливо на території Сичуаньської улоговини і в нижній течії.
Янцзи є головною водною магістраллю Китаю. Судноплавна ділянка починається від підніжжя Сіно-Тибетських гір і продовжується на 2850 км до Східно-Китайського моря. Морські судна водотоннажністю до 10 тис. т можуть підніматися до міста Ухань. Сумарна довжина водних шляхів басейну Янцзи перевищує 17 тис. км. Річка є одним з найзавантаженіших водних шляхів світу. Обсяг вантажних перевезень в 2005 році досяг 795 млн т.
Вздовж узбережжя Китаю розташований Великий канал, що з'єднує Янцзи з Хуанхе. Крім того, починаючи з 2002 року Китай почав реалізовувати проект з перекидання вод з півдня на північ з басейну Янцзи в Хуанхе.
Чиста, глибока і придатна для судноплавства від гирла до підніжжя гір. У низов'ях стік річки регулюють численні озера. Впадає в Тихий океан.
Режим Янцзи складний. Річка розливається не тільки через мусонні дощі і тайфуни (наприкінці літа — початку осені), але і наприкінці весни — початку літа, коли в горах тануть льодовики і сніг.

## Середньорічний стік
Стік річки спостерігався протягом 64 років (1923—1986) в Датуні, місто розташоване приблизно за 511 км від її гирла в Східно-Китайському морі.
У Датуні, середньорічний стік, визначений за цей період, становив 28 811 м³/сек, при вододілі 1 712 673 км². Ця область становить більше 95 % від загальної площі водозбору річки, і стік у цьому місці лише трохи відрізняється від кінцевого у гирлі.
Середня кількість опадів у басейні річки таким чином досягає 531 міліметр на рік.
Середньомісячний стік річки Янцзи (в м³/с), виміряний на контрольно-вимірювальній станції Датун
Дані розраховано за 64 роки
Максимальний стік, зафіксований у місті Датун протягом цього тривалого періоду спостереження, становив 84 200 м³/сек, у той час як мінімальна витрата становила 1 110 м³/сек.

## Великі міста вздовж річки

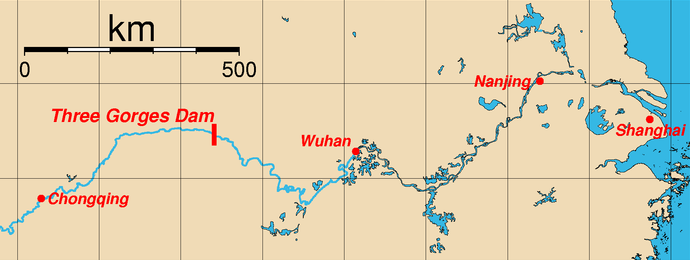
Карта річки Янцзи, що показує розміщення греблі «Три ущелини».

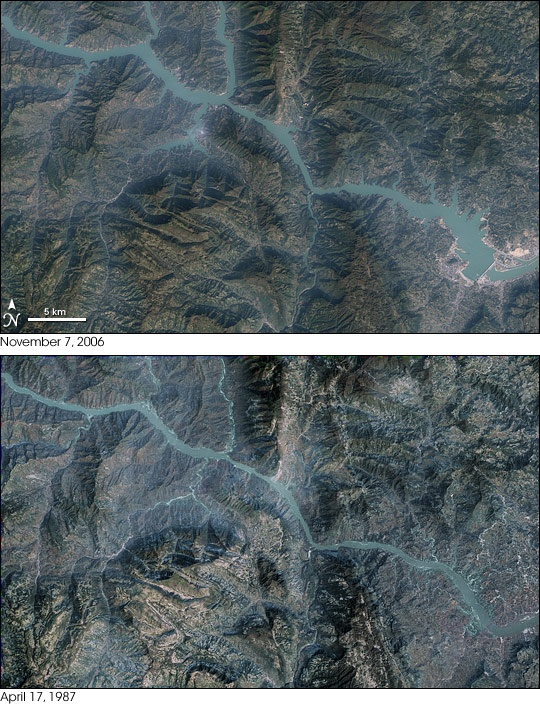
Супутникова карта, що показує озера створені ГЕС «Три ущелини». Для порівняння знімки зроблені 7 листопада 2006 року (вгорі) та 17 квітня 1987 року (внизу).

- Паньчжихуа
- Їбінь
- Лучжоу
- Чунцін
- Їчан
- Цзінчжоу
- Шишоу
- Юеян
- Сяньнін
- Ухань
- Ечжоу
- Хуанши
- Хуанган
- Чаоху
- Чичжоу
- Цзюцзян
- Аньцін
- Тунлін
- Уху
- Хефей
- Чучжоу
- Мааньшань
- Тайчжоу
- Янчжоу
- Чженьцзян
- Нанкін
- Наньтун
- Шанхай

## Мости і тунелі

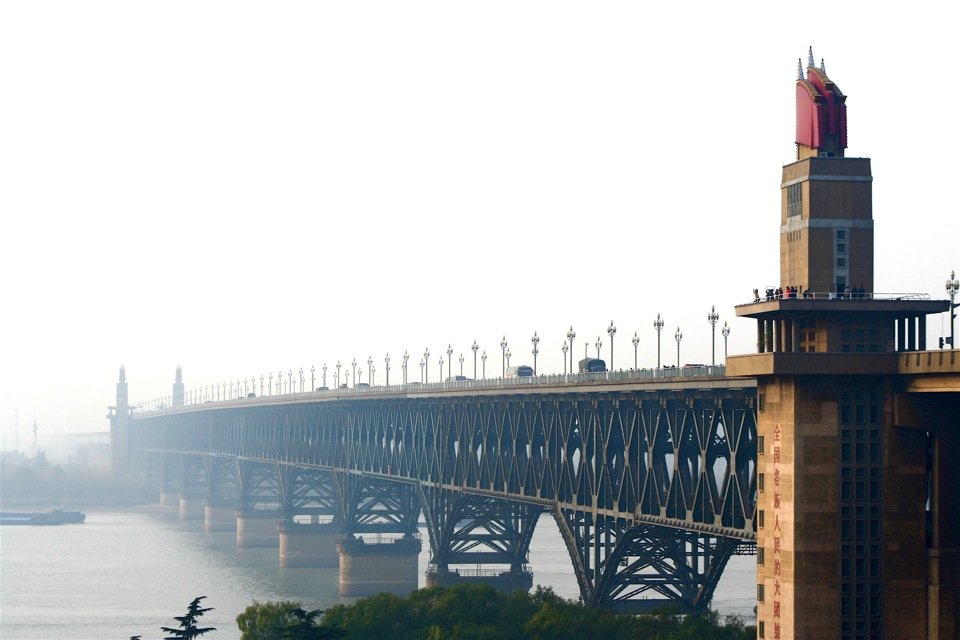
Міст через Янцзи в м. Нанкін

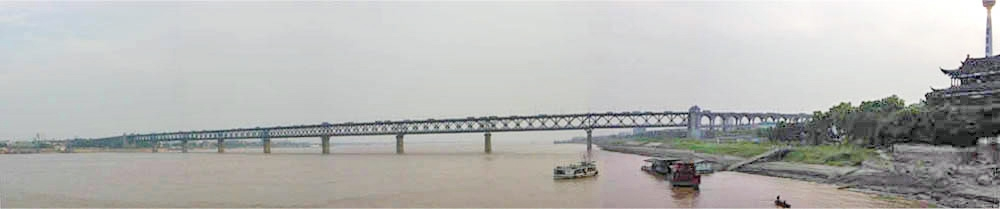
Перший міст через Янцзи у місті Ухань, побудований в 1957 році. Вид вгору за течією; на лівому березі річки можна побачити Черепаший пагорб та Уханьську телевізійну вежу (права частина зображення).

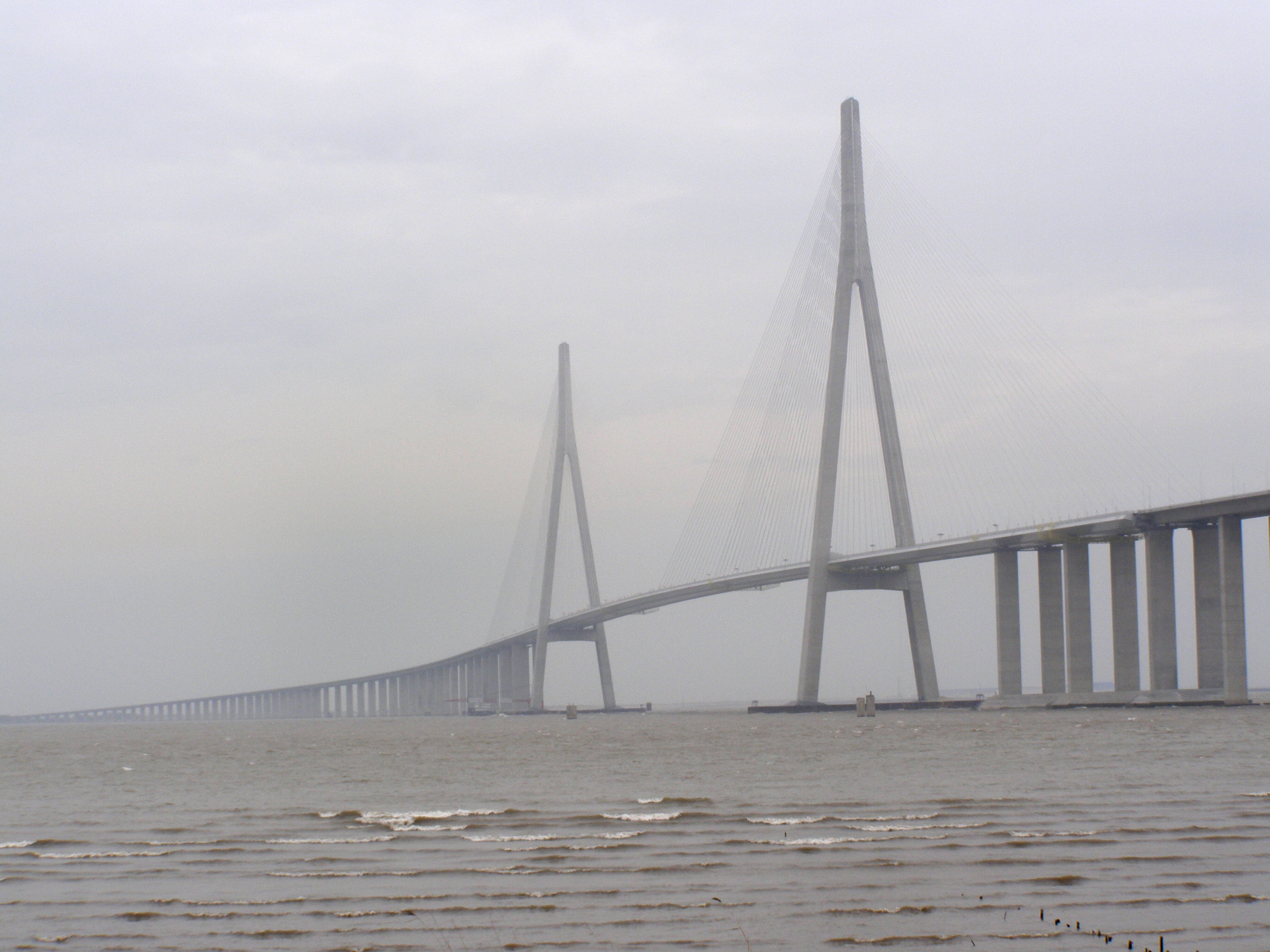
Сутунський міст на момент його завершення у 2008 році, був найдовшим вантовим мостом у світі.

Через Янцзи побудовано багато мостів і тунелів, в тому числі найдовший вантовий міст у світі Сутунський міст довжиною 8 км через дельту річки. Побудований в 1968 році міст через Янцзи в місті Нанкін є першим мостом, побудованим в Китаї без допомоги іноземних інженерів. В Шанхаї до Expo 2010 планувалося побудувати нові міст і тунель через Янцзи.
Основні локальні переходи (імена в порядку вниз за течією):
- Шанхай і Цзянсу:
  - Шанхайський річковий тунель (Shanghai Yangtze River Tunnel) — дорожній і метро-тунель, відкрито 2009 року,
  - міст Чунці (Chongqi Bridge)- автодорожній міст, очікувана добудова 2010 році.
- Провінція Цзянсу:
  - міст Сутун (Sutong Bridge) — автодорожній міст, відкрито 2008 року,
  - підвісний міст Цзян'їнь (Jiangyin Suspension Bridge) — автодорожній міст, відкрито 1999 року
  - міст Жуньян (Runyang Bridge) — автодорожній міст, відкрито 2005 року,
  - Нанкінський міст через Янцзи (Nanjing Yangtze River Bridge) — автомобільно-залізничний міст, відкрито 1968 року,
- Провінція Аньхой:
  - міст Аньцін (Anqing Bridge) — автодорожній міст, відкрито 2005 року,
  - міст Тунлін (Tongling Bridge) — автодорожній міст, відкрито 1995 року,
  - Другий міст Тунлін
  - міст Уху (Wuhu Yangtze River Bridge) — автомобільно-залізничний міст, відкрили 2000 року,
- Провінція Цзянси:
  - міст Цзюцзян (Jiujiang Yangtze River Bridge) — автомобільно-залізничний міст, відкрито 1992 року
- Провінція Хубей:
  - міст Хуанши (Huangshi Yangtze River Bridge) — автодорожній міст, відкрито 1996 році,
  - міст Чжичен (Zhicheng Bridge) — автомобільно-залізничний міст, відкрито 1971 році,
  - міст Ухань-Янло (Wuhan Yangluo Yangtze River Bridge) — автодорожній міст, відкрито 2008 році,
  - міст Ухань-Тяньсінчжоу (Wuhan Tianxingzhou Bridge) — у стадії будівництва,
  - Другий уханський міст через Янцзи (Second Wuhan Yangtze River Bridge) — автодорожній міст, відкрито 1995 році,
  - тунель Ухань-Ціндао (Wuhan Qingdao Road Yangtze River Tunnel) — очікувався в кінці 2008 року,
  - Уханський міст через Янцзи — автомобільно-залізничний міст, відкрито в 1957 році,
  - Третій уханський міст через Янцзи (Third Wuhan Yangtze River Bridge) — вгору за течією від центру міста Ухань, відкрито 2000 року,
  - міст Ухань-Цзюньшань (Wuhan Junshan Yangtze River Bridge) — залізничний, вище Уханя, відкрито в 2003 році,
  - міст Цзінчжоу (Jingzhou Yangtze River Bridge) — автодорожній міст, відкрито в 2002 році,
  - міст Їчан (Yichang Yangtzhe Highway Bridge) на магістралі Шанхай-Чунцін, відкрито в 2001 році,
  - міст Їлін (Yiling Bridge) — в центрі міста Їчан — автодорожній міст,
  - міст Сілін (Xiling Bridge) — в районі Їлін вгору за течією від міста Їчан — автодорожній міст, відкрито в 1996 році,
  - міст Бадун (Badong Bridge) — в місті Бадун, автодорожній міст
- Чунцін
  - міст Чаотяньмень (Chaotianmen Bridge) — автодорожній міст, відкрито в 2009 році,
- Провінція Сичуань
  - міст Цзян'ань (Jiang'an Bridge) — автодорожній міст, відкрито у 2008 році.

## Цікаві факти
- У річці Янцзи водяться два вимираючі (зникаючі) види фауни: китайський алігатор і китайський веслоніс. Дельта Янцзи — єдине місце проживання алігаторів за межами США.
- Вперше річка була пройдена на човнах від витоку до гирла в 1986 році китайською групою спортсменів.[13]
- Голова КНР Мао Цзедун неодноразово здійснював запливи в Янцзи. За повідомленнями офіційних ЗМІ, 16 липня 1966 р. він проплив 15 км за 65 хвилин, що й послужило сигналом до початку Культурної революції[14][15]
- У 2004 році Мартін Стрел зі Словенії проплив річкою 4003 км від Ущелини Стрибаючого Тигра до Шанхая.[16]